# 1930年の日本公開映画
- 映画 > 映画の一覧 > 年度別日本公開映画 > 1930年の日本公開映画
- 映画 > 1930年の映画 > 1930年の日本公開映画

1930年の日本公開映画（1930ねんのにほんこうかいえいが）では、1930年（昭和5年）1月1日から同年12月31日までに日本で商業公開された映画の一覧を記載。作品名の右の丸括弧内は製作国を示す。
記載の凡例については年度別日本公開映画#凡例を参照

## 作品一覧

### 1月
- アスファルト（ドイツ） - キネマ旬報ベスト外国無声映画1位
- アンナ・カレニナ（アメリカ）
- ヴァージニアン（アメリカ）
- 巨人（アメリカ）
- 黒時計聯隊（アメリカ）
- スイーティー（アメリカ）
- ストリート・ガール（アメリカ）
- 空の王者（アメリカ）
- 東洋の秘密（ドイツ）
- 熱砂果つるところ（アメリカ）
- ピカデリィ（イギリス）
- ブロードウェイ・メロディー（アメリカ）
- マチステのサーカス（イタリア）
- モンテニジオの馭者（イタリア）
- 5日
  - 結婚学入門（日本）
- 26日
  - 森蘭丸(日本)

### 2月
- エヴァンジェリン（アメリカ）
- 硝子箱の処女（アメリカ）
- これぞ天国（アメリカ）
- 嫉妬（アメリカ）
- 死の銀嶺（ドイツ）
- シャーロック・ホームズ（アメリカ）
- 破戒（アメリカ）
- パンドラの箱（ドイツ）
- リオ・リタ（アメリカ）
- 6日
  - 何が彼女をさうさせたか(日本) - キネマ旬報ベスト日本現代映画1位

### 3月
- アメリカ娘に栄光あれ（アメリカ）
- グレイト・ガッボ（アメリカ）
- 幸運の星（アメリカ）
- 春宵巴里合戦（アメリカ）
- スピオーネ（ドイツ）
- ハリウッド・レヴィユー（アメリカ）
- ハンガリア狂想曲（ドイツ）
- 1日
  - 朗かに歩め（日本）
- 7日
  - 進軍（日本）
- 14日
  - 藤原義江のふるさと（日本）

### 4月
- 踊る娘達（アメリカ）
- 砂漠の生霊（アメリカ）
- シンギング・フール（アメリカ）
- テレーズ・ラカン（ドイツ）
- 半分天国（アメリカ）
- 冷汗三斗大車輪（イタリア）
- 薮睨みの世界（アメリカ）
- 淪落の女の日記（ドイツ）
- 2日
  - 帰郷（ドイツ） - キネマ旬報ベスト外国無声映画3位
- 10日
  - 学生三代記（日本）
  - 喝采（アメリカ）
- 11日
  - 落第はしたけれど（日本）
- 26日
  - 麗人（日本）

### 5月
- 女の秘密（アメリカ）
- 快走王（アメリカ）
- 激流恋をのせて（アメリカ）
- サラアとその子（アメリカ）
- 都会の女（アメリカ）
- 七日間の休暇（アメリカ）
- パンチネロ（ドイツ）
- 9日
  - からす組 前編(日本)
- 15日
  - 続大岡政談　魔像篇第一（日本） - キネマ旬報ベスト日本時代映画1位
- 24日
  - あら!その瞬間よ(日本)

### 6月
- 君知るやわが悩み（アメリカ）
- 野生の蘭（アメリカ）
- 老番人（アメリカ）
- ローズ・マリー（アメリカ）
- 13日
  - からす組 後編(日本)
- 20日
  - 清川八郎(日本)

### 7月
- 河宿の夜（アメリカ）
- テキサス無宿（アメリカ）
- 春来たりなば（フランス）
- 6日
  - 荒木又右衛門（日本）
  - その夜の妻（日本）
- 15日
  - 素浪人忠弥（日本） - キネマ旬報ベスト日本時代映画3位
- 27日
  - エロ神の怨霊（日本）

### 8月
- アイスクリーム艦隊（アメリカ）
- 悪魔の日曜日（アメリカ）
- サニー・サイド・アップ（アメリカ）
- ジャズ・シンガー（アメリカ）
- ハッピイ・デイズ（アメリカ）

### 9月
- 恋の花園（アメリカ）
- テンダーロイン（アメリカ）
- ニーナ・ペトロヴナ（ドイツ）
- バード少将南極探検（アメリカ）
- パラマウント・オン・パレード（アメリカ）
- ラヴ・パレード（アメリカ） - キネマ旬報ベスト外国発声映画2位
- 六十八番の花嫁（ドイツ）

### 10月
- 悪漢の唄（アメリカ）
- 恋多き女（アメリカ）
- 高等恋愛術（アメリカ）
- 極楽島満員（アメリカ）
- 最後の一人（アメリカ）
- 天使の顔（アメリカ）
- 屠殺者（アメリカ）
- 二重結婚（ドイツ）
- 放浪の王者（アメリカ）
- 我が心の歌（アメリカ）
- 3日
  - 足に触った幸運（日本）
- 8日
  - アスファルト（ドイツ）
  - トゥルクシブ（ソビエト連邦）
- 17日
  - 旋風時代（日本） - キネマ旬報ベスト日本時代映画2位
- 24日
  - 西部戦線異状なし（アメリカ） - キネマ旬報ベスト外国発声映画1位
- 31日
  - アジアの嵐（ソ連） - キネマ旬報ベスト外国無声映画2位

### 11月
- 暁の偵察（アメリカ）
- 悲歌（ドイツ）
- エロ大行進曲（アメリカ）
- 女は嘘つき（アメリカ）
- スポーツ王国（アメリカ）
- 巴里見るべし（アメリカ）
- 伯林の処女（ドイツ）
- 令嬢暴力団（アメリカ）
- 恋愛戦線（アメリカ）
- 若殿頑張る（アメリカ）
- 15日
  - 若者よなぜ泣くか（日本） - キネマ旬報ベスト日本現代映画2位
- 27日
  - ハレルヤ（アメリカ）

### 12月
- 足が第一（アメリカ）
- アルプスの悲劇（アメリカ）
- 海の巨人（アメリカ）
- キートンのエキストラ（アメリカ）
- 死の花嫁（ドイツ）
- 接吻（アメリカ）
- トレント大事件（アメリカ）
- 恋愛四重奏（アメリカ）
- 12日
  - お嬢さん（日本） - キネマ旬報ベスト日本現代映画2位